# The Ghost of Slumber Mountain
The Ghost of Slumber Mountain er en amerikansk stumfilm fra 1918 af Willis O'Brien.

## Medvirkende
- Herbert M. Dawley som Jack Holmes
- Willis O'Brien som Mad Dick